# Вісник Демидівщини (газета)
Вісник Демидівщини — районна громадсько-політична газета. Виходила один раз на тиждень у п'ятницю українською мовою в с-щі Демидівка Дубенського району Рівненської області. Видавалася з 1995 по 2022 роки.
У «Віснику Демидівщини» висвітлювалося громадсько-політичне життя Демидівського району (після ліквідації району - головним чином Демидівської і Боремельської територіальних громад), робота Рівненської облдержадміністрації, Демидівської райради та райдержадміністрації, розвиток Демидівського району та інше. Серед тематичних рубрик — «Справи владні», «Від сесії до сесії», «Підсумки», «Нововведення», "Екскурс в новини", "Село і люди", "Долі людські", "Колонка з продовженням", "Життя прожити". Серед тем - життя ветеранів війни і праці, учасників АТО, людей похилого віку, питання законності та правопорядку.
Головні редактори:
- ? (1995-1999 рр.)
- Людмила Мулько (1999-2022 рр.).

## Історія
Заснована в 1995 році райдержадміністрацією, районною радою та трудовим колективом редакції. У перші роки при редакції функціонував відділ радіомовлення, що готував передачі для трансляції у місцевій мережі проводового радіомовлення. При редакції газети протягом тривалого часу діяло літературно-мистецьке об'єднання «Горлиця», незмінним керівником якого була Людмила Наумова.
Тираж видання у різні роки
| Рік  | Тираж, примірників |
| ---- | ------------------ |
| 1998 | 950                |
| 2000 | 1237               |
| 2001 | 1067               |
| 2002 | 1380               |
| 2003 | 2240               |
| 2004 | 1890               |
| 2006 | 2400               |
| 2008 | 2100               |
| 2009 | 2000               |
| 2011 | 2000               |
| 2013 | 2035               |
| 2016 | 1650               |

У 2016 році у зв'язку з реформуванням і створенням незалежних медіа, редакція газети розпочала процес роздержавлення. В той час власником видання стало приватне підприємство, фактично - колектив редакції.
Перше суттєве зниження тиражу припало на пандемію ковіду, друге - на початок повномасштабного вторгення росії в Україну. Зі зростанням цін на друк та послуги Укрпошти, критичним падінням рівня передплати видання змушене було припинити свою діяльність в кінці 2022 року.

## Галерея

Перша сторінка газети у 2000 р.
Перша сторінка газети у 2013 р.